# Arbacia
Arbacia is een geslacht van zee-egels uit de familie Arbaciidae.

## Soorten
- Arbacia crassispina Mortensen, 1910
- Arbacia dufresnii (Blainville, 1825)
- Arbacia lixula (Linnaeus, 1758)
- Arbacia punctulata (Lamarck, 1816)
- Arbacia spatuligera (Valenciennes, 1846)
- Arbacia stellata (Gmelin, 1788)

## Uitgestorven
- Arbacia crenulata Kier, 1963 †
- Arbacia rivuli Cooke, 1941 †
- Arbacia waccamaw Cooke, 1941 †